# 鳥越密三郎
鳥越 密三郎（とりごえ みつさぶろう、旧姓・田代、1863年2月23日〈文久3年1月6日〉 - 没年不明）は、日本の篤農家、政治家、素封家、実業家、地主。福岡県会議員、福岡県浮羽郡吉井町長、同町会議員。族籍は福岡県平民。

## 経歴
筑後国生葉郡の大庄屋・田代家に生まれた。田代耕吾の三男。成長して吉井町の富豪・鳥越貞蔵の女婿となり、其の姓を冒す。1880年、分かれて一家を創立した。酒造業を営む。
殖産興業に志あり1906年、河島知事の意見を叩き、韓国に渡り農業地理を視察し朝鮮経営の先鞭を着け栄山浦に広大な地所を求め、鳥越事務所を設置し百年の計を図り自治の基礎を確立することに努めた。
1897年1月、親戚知己と諮り、大成銀行を創立し専務取締役に挙げられた。九州電気酸素、筑豊製絲、筑後軌道各会社、吉井銀行等の重役に就任した。
大成銀行専務取締役、筑後軌道、浮羽水力電気、九州電気酸素、筑豊製糸各取締役、朝日製粉、吉井銀行、吉井産業銀行各監査役などをつとめた。名誉職郡参事会員である。

## 人物
住所は福岡県浮羽郡吉井町。

## 家族・親族
鳥越家
- 妻・マキノ（1864年 - ?、福岡、鳥越貞敏の姉）[6][7]
- 養女・ウノ（1875年 - ?、福岡、野田甚七の長女、石井仲次郎の長男・仙市の妻）[2]
- 長男・誠之助[1][2][5]（1882年 - ?、酒造業） - 誠之助は、学を中学明善校に修め、帰来数年の後ち酒造業に従事し、熱心経営に力む[1]。醸造の酒銘を「鬼笑」という[1]。『福岡県壱万円以上実業家資産名鑑と大日本富豪家蓄財の経歴 大正11年8月現在』によると鳥越誠之助は「純資産額・10万円、職業・酒造」、『商工資産信用録 第22回』によると「正身身代・J、職業・酒造、調査年月・1920年11月、信用程度・A」である[9][10]。
- 三男・和夫（1887年 - ?）[6]
  - 同妻・テルヨ（1890年 - ?、福岡、高橋正照の長女）[6]
- 長女・雪（1893年 - ?）[2]
- 五男・哲五郎（1896年 - ?）[2]
- 二女・美喜乃（1898年 - ?、大野良蔵の妻）[2]
- 六男・寧（1901年 - ?、鳥越貞敏の養子となる）[8]
- 庶子（1912年 - ?）[2][6]
- 孫[6][8]

親戚
- 大野良蔵（医学博士、外科大野病院長） - 二女・美喜乃の夫。
- 鳥越貞敏（実業家、貴族院議員）[11] - 妻・マキノの弟。